# Informe Final de la Comisión de la Verdad y Reconciliación de Perú
El Informe Final de la Comisión de la Verdad y Reconciliación es un documento oficial del Estado Peruano redactado por la Comisión de la Verdad y Reconciliación (CVR) como reporte final de sus investigaciones sobre el conflicto armado vivido en el Perú durante las décadas de 1980 y 1990. Fue publicado en el año 2003 y cuenta con una versión resumida llamada Hatun Willakuy (‘la gran narración’ en quechua sureño).
Si bien se trata de un documento oficial y es ampliamente citado como fuente en publicaciones académicas y en procesos judiciales, sus conclusiones no tienen valor legal o jurisdiccional, y sus recomendaciones no tienen carácter vinculante.

## Historia
A través del Decreto Supremo 063-2003-PCM, se fijó como fecha de presentación del Informe para el 28 de agosto del año 2003. En dicho día, este texto fue hecho público en una ceremonia realizada en Palacio de Gobierno, durante la cual el presidente Alejandro Toledo recibió los tomos y anexos del informe de parte de Salomón Lerner, presidente de la Comisión. También se le hizo entrega a Henry Pease (presidente del Congreso de la República), a Hugo Sivina (presidente de la Corte Suprema de Justicia) y a Walter Albán (defensor del Pueblo). El 29 de agosto, se hizo la presentación, de forma simbólica, en la ciudad de Ayacucho. La presentación en Ayacucho fue criticada por los lugareños debido a la instalación de un gigantesco retablo que fue percibida como "aparatosa", además, fue criticada la representación teatral a cargo del grupo Yuyachkani debido a que se le consideró como "artificial".

## Estructura
El IF está dividido en 9 tomos con 6 anexos, siendo éstos:
- Tomo I:
  - Primera parte: El proceso, los hechos y las víctimas
    - Prefacio
    - Introducción
    - Sección primera: Exposición general del proceso
      - Capítulo 1: Los períodos de violencia
      - Capítulo 2: El despliegue regional
      - Capítulo 3: Los rostros y perfiles de la violencia
      - Capítulo 4: La dimensión jurídica de los hechos
- Tomo II:
  - Sección segunda: Los actores del conflicto 
    - Capítulo 1: Los actores armados
- Tomo III: 
  - Capítulo 2: Los actores políticos e institucionales
  - Capítulo 3: Las organizaciones sociales
- Tomo IV:
  - Sección tercera: Los escenarios de la violencia
    - Capítulo 1: La violencia en las regiones
- Tomo V: 
  - Capítulo 2: Historias representativas de la violencia
- Tomo VI: 
  - Sección cuarta: Los crímenes y violaciones de los derechos humanos
    - Capítulo 1: Patrones en la perpetración de los crímenes y de las violaciones de los derechos humanos
- Tomo VII:
  - Capítulo 2: Los casos investigados por la CVR
- Tomo VIII:
  - Segunda parte: Los factores que hicieron posible la violencia
    - Capítulo 1: Explicando el conflicto armado interno
    - Capítulo 2: El impacto diferenciado de la violencia

  - Tercera parte: Las secuelas de la violencia
    - Introducción
    - Capítulo 1: Las secuelas psicosociales
    - Capítulo 2: Las secuelas sociopolíticas
    - Capítulo 3: Las secuelas económicas
    - Conclusiones generales
    - Carta General Luis Arias Graziani
- Tomo IX:
  - Cuarta parte: Recomendaciones de la CVR, hacia un compromiso nacional por la reconciliación
    - Capítulo 1: Fundamentos de la reconciliación
    - Capítulo 2: Recomendaciones
- Anexos:
  - Anexo 1: Cronología 1978 - 2000
  - Anexo 2: Estimación del total de víctimas
  - Anexo 3: Compendio estadístico
  - Anexo 4: Casos y víctimas registradas por la CVR
  - Introducción
  - Anexo 5: 
    - Iniciativa sobre personas desaparecidas conformada por la CVR, la Defensoría del Pueblo, la CNDDHH y el CICR
    - Relación de casos de desaparecidos

  - Anexo 6: Programa Integral de Reparaciones

## Yuyanapaq. Para recordar
A partir del material gráfico entregado y revisado por la CVR y que formó parte de su informe final, se inauguró en 2003 en la Casa Riva-Agüero. Consta de una exposición itinerante que repasa el conflicto armado interno a partir de fotografías, vídeos y audios, y otro tipo de material. Ha sido visitada por más de un millón de personas en todas las muestras que se han realizado desde su inauguración. Las fotógrafas e investigadoras Mayu Mohanna y Nancy Chappell fueron las curadoras de la muestra.
Desde 2006, se encuentra expuesta en la sede central del Ministerio de Cultura.